# イレギュラーハンターX
イレギュラーハンターX（イレギュラーハンターエックス、IRREGULAR HUNTER X、海外名：MEGA MAN MAVERICK HUNTER X）は、2005年12月15日にカプコンから発売されたPlayStation Portable専用のアクションゲームである。
2007年1月25日にはカプコレ版（廉価版）が、2009年9月17日には『ロックマンロックマン』とセットとなった『イレギュラーハンターX / ロックマンロックマン バリューパック』が発売された。2009年12月16日にはPlayStation Storeにて配信されている。
ロックマンシリーズの派生シリーズの一つであるロックマンXシリーズのゲームではあるが、このゲームのみタイトル名に「ロックマン（MEGA MAN）」と書かれるのは日本国外のみであり、日本国内では唯一書かれてない。

## 概要
シリーズ第1作『ロックマンX』（以下「オリジナル版」と表記）のリメイク作品。グラフィックは全て3DCGとなり、カプセルなどの配置やボスの攻撃パターンなど、ゲーム内の要素もある程度変更されている。また、ボスキャラクターとの戦闘直前での会話やアニメーションなどが追加されており、演出面も向上している。アニメーションはXEBEC（現・Production I.G）が制作している。
ゲーム本編となるXモードをクリアすると、本作専用のOVA『The day of Σ』の鑑賞、VAVAモードの選択が可能となる。『The day of Σ』は25分近くに及ぶアニメーションで、ゲーム内では表現しきれない、エックス含むイレギュラーハンターたちの活動模様や、シグマが反乱を起こすまでの経緯が描かれている。また、観賞後に再度Xモードをプレイすると、ボス戦前のボスキャラクターとの会話内容が一部変化する。VAVAモードの詳細は項目を参照。
特典として、発売時期が近かった『ロックマンロックマン』の体験版が収録されている。

## ストーリー
21XX年。ライト博士が研究未完成なため数十年前に封印したロボット、エックスが主人公の物語。人間と、人間に近い思考回路を持つロボット「レプリロイド」が共存する世界（以前のように人間に使われるだけのロボットも存在し、そうしたロボットは「メカニロイド」と呼ばれる）。そんな世界で、人間が犯罪を犯すのと同じく、レプリロイドやメカニロイドも故障し犯罪を犯すものが現れていた。「イレギュラー」と呼ばれるそれらを速やかに破壊・抹消すべく組織された特殊機関が「イレギュラーハンター」である。
ケイン博士に発見され、封印から目覚めたエックスは、この機関の第17精鋭部隊にBクラスハンターとして所属する。エックスは先輩であり親友でもある特Aクラスハンター・ゼロと共に日夜イレギュラーの排除に務めていた。
だがある時、エックスたちの上官であり最強のイレギュラーハンターであるシグマが、突然人間に対して反乱を起こした。彼はレプリロイドたちに進化を促すため、さらに、以前から興味を抱いていたエックスの秘められた力を見出すために、戦いを生み出したのである。
イレギュラーハンターの組織は混乱し、シグマ側に付く隊員も現れる中、エックスとゼロに出動命令が下り、2人はシグマの計画を打ち止めるための戦いを開始する。

## 登場キャラクター

### メインキャラクター

#### イレギュラーハンター
エックス（X）
声 - 櫻井孝宏
Dr.ライトが最後に製作し、全てのレプリロイドの基礎となったロボット（「レプリロイド」という呼称はケイン博士が名づけた）。自分が生きている間にその安全性を確認することが不可能と判断したライトにより、その確認機能を搭載したカプセルにエックスを封印し、後にケイン博士によって発見された。エックスバスターを駆使して戦う（『The day of Σ』ではシグマに追い詰められた際に額の赤いパーツが光り、その後輝く素手で攻撃もしている）。
イレギュラーハンターとしてはBランクであり、引き金を引くことをためらうことのあるエックスを快く思わないハンターも多い。だが、彼自身は戦いの中で成長する「無限の可能性」を秘めているらしく、その可能性がシグマの反乱を招くことになる。先輩・ゼロを親友としており、彼に信頼を寄せている。一人称は基本的に「俺」だが、OVA『The day of Σ』でのシグマやライトとの会話では「私」になっている。
VAVAモードではゼロと共に最終ボスとして登場。バスターによる攻撃の他さまざまな特殊武器で攻めてくる。ゼロが先に倒されると青いオーラを纏いパワーアップ、チャージショットを連発したり特殊武器の性能が強化されたりする。
またゼロが倒されていない場合、二人同時にチャージショットを放ち、重なったショットを広範囲に拡散させる『ロックマンX3』のクロスチャージショットのような攻撃を行う（ただし拡散したショットがVAVAを追尾する点が異なる）。
ゼロ（ZERO）
声 - 置鮎龍太郎
時系列の関係から『ロックマンX2』以後に使用する武器であるゼットセイバーを装備しておらず、ゼロバスターが主要武器となっている。
周囲からはB級ハンターといわれているエックスが自らと同等かそれ以上であることに気づいている。シグマの反乱が起こり、エックスと共に反乱するレプリロイドと戦うが、後にヴァヴァを道連れにしようと自爆。エックスがアームパーツを装備していない場合、彼に自身のバスターを託して機能停止する。
VAVAモードではエックスと共に最終ボスとして登場。空中から炎を纏った跳び蹴りを放ったり、拳を地面に叩きつけて火柱を起こすなど攻撃手段はバスターに留まらない（なおチャージショットの弾速はイベント時と異なり、エックスのチャージショットより遅い）。先にエックスが倒されると赤いオーラを纏いパワーアップ、チャージショットを連発したり火柱の効果時間が延びたりする。
ナビゲーター（Navigator）
声 - 小林由美子
明確な名前は明かされていない。他の女性ナビゲーターの上位版で少数量産型。反乱が起こっても慌てずに現状をイレギュラーハンターたちに伝え、役目を全うする（ただし、ステージ攻略中のナビゲートは行われない）。『The day of Σ』にも登場。

#### 元イレギュラーハンター
ヴァヴァ（VAVA）
声 - 下崎紘史
エックスとゼロの元同僚。シグマには劣るものの、クワンガーも一目置く程の機動力と攻撃力を持つ。しかし、電子回路に異常を抱えており、その圧倒的火力に任せて行動し、周囲の被害も考えず暴れまわる危険人物でもあった。任務においても本来最小限に食い止めるべき被害を逆に拡大させてしまうことも度々あり、任務を遂行するというよりは純粋にイレギュラーを「狩る」ことを目的としているような思考をしている。上述の性格から揉めことが絶えなかったために、とうとうハンター本部に留置されることとなった。だが反乱を起こしたシグマの手により再び自由を手に入れ、シグマのように「自らイレギュラー化する」道を選び、エックスやゼロと相対する。
ライドアーマーを使った戦術が優秀であり、VAVAモードでは強力なライドアーマーも登場する。パンチ攻撃のほか、強力な機関銃を装備しているが時間制限付きでそれを過ぎると爆発してしまう仕様となっている。制限時間はダメージを受けると減りが早まり、武器エネルギーを取ることで回復させることもできる。
XモードのOPステージでボスとして登場した際は、必ず敗北しなければならなかったオリジナル版と異なり、倒さなければならない（ライフエネルギーゲージも表示される）。また、シグマパレスでの戦いのタイミングがステージ1の序盤からステージ3のボス戦直前に変更されている。
VAVAモードの場合、自分より格下のエックスがシグマに脅威として扱われる様を見て反抗の意を抱き、一人でクーデターを起こし、反乱軍と戦う道を選ぶ。しかし、エックスとゼロを撃破寸前まで追い詰めるも、最後にはエックスとゼロの思わぬ不意打ちによって倒されてしまう。そして意識を失う寸前、彼は自分こそが本当の脅威となりえるということ、そして何より自身の存在を証明させるために、今まで戦っていたことを認識する。シグマの指示でボディは回収されたようだが、その後の去就は不明。
シグマ（Σ / Sigma）
声 - 麦人
エックスとゼロの当時の上司。ケイン博士の最高傑作であり、互いに信頼関係を築いていた。しかしその後、優秀なイレギュラーハンターたちを率いて反乱軍を結成し、世界に宣戦布告する。
その目的、また彼がイレギュラーになった一因についてはOVA『The day of Σ』にて描かれる、なおOVA作中では『ロックマンX4』回想時にゼロによって刻まれた目の傷がなく、終盤にエックスによって刻まれている（傷はゼロとの戦闘後に修復された可能性もあるため、ゼロに刻まれた経緯がなかったことにされているとは一概に言い切れない）。ケイン博士の発言から「悩む」という特性を持つエックスに秘められた「無限の可能性」の存在を確信。「進化」という言葉に妄信し、自分たちレプリロイドの進化のために反乱を起こしたとされている。一人称は「私」だが、最終ステージでの戦闘前の掛け声で「わし」といっている。
オリジナル版の攻撃に加え、壁蹴りの最中にサーベルを突き立てて急降下する兜割りのような攻撃が追加された。

### ボスキャラクター

#### メインボス / 特殊武器有り
斜体は異名。性格や設定、細部のデザインがオリジナル版から一部変更されている。多くはオリジナル版にはない攻撃が存在する。シグマパレスでは破壊されたボディを至急復元され、人格などが不完全の状態で再登場する。
雪原の皇帝 アイシー・ペンギーゴ（Icy Penguigo）
声 - 石野竜三
ペンギン型レプリロイド。元々第13極地部隊所属。語尾に「クワッ」と付けて喋る。
その異名通り吹雪や氷を使った攻撃方法を得意とする。変化のない極地暮らしに退屈しきっていたが、シグマの応援要請を受け、第17精鋭部隊と行動を共にするようになる。そのためエックスとも顔馴染みで、彼の甘さには苛立ちを覚えていた。自分の能力を高く評価して招き入れたシグマを"様"付けするなど慕っており、それゆえ反乱時にもシグマ側につくこととなる（オリジナル版のように第13部隊の隊長を殺害した上で反乱に加わったかどうかは不明）。
小さい体で任務がこなせるように思考回路は柔軟に作られているらしいが、それが周囲にはひねくれ者と思われる原因となっている。パワーばかりを誇るナウマンダーとは犬猿の仲だった。またエックスに対し抱いた感情はヴァヴァのそれと似通っている。
ノーマルモードではオリジナル版と変わらないが、ハードでは新たに大ジャンプしながら反対側の壁に（Xの特殊武器と同様の性能の）ショットガンアイスを3発撃つ攻撃が追加され、オリジナル版より格段に強くなっている。。
なお、上述の設定からOVAでもエックスやゼロ、自身が指揮するP中隊らと共同作戦を行う場面があり、エックスの甘さが原因で危うく作戦が失敗しそうになったことで不満を見せる場面がある。
深海の武装将軍 ランチャー・オクトパルド（Launcher Octopuld）
声 - 太田哲治
タコ型レプリロイド。元第6艦隊所属。
銃火器で全身を武装し、狙った獲物は決して逃さず、常に「手数の多さ」でイレギュラーたちを圧倒していた。性格が原作と異なって軍事の知識に長けた頭脳派になっており、口調も丁寧。作戦や戦闘に美しさを求め、美しく戦うことに至上の喜びを感じ、エックスとの会話では自らを「水中戦闘のアーティスト」と称している。長らく周囲に理解されてこなかったが、シグマにその美意識を認められたことから、反乱に加わることとなる。蜂起後は海上都市を襲い、海路を遮断していた。
本作ではブーメル・クワンガーに代わって彼がボスラッシュの第一番手を務めている。
幽林の妖撃手 スティング・カメリーオ（Sting Chameleao）
声 - 下崎紘史
カメレオン型レプリロイド。第9特殊部隊「別名：レンジャー部隊」の元副隊長。「にににに」という口癖がある。
いかなる場所にも適応可能な保護色能力を持つ部隊きっての実力者だが、任務遂行のためには手段を選ばず、その行き過ぎた合理主義思想から卑怯者扱いを受けていた。シグマにその実力を純粋に買われ協力を持ちかけられたことから、シグマの反乱軍へ身を投じることとなる。密林の前線基地の警備を担当していた。
オリジナル版から新たに地上でカメレオンスティングを撃つ攻撃が追加された。また、戦闘時にあった天井のトゲは降らせる時だけ発生し、降らせ方も異なっている。
VAVAモードにて、ヴァヴァを一応は尊敬していたらしいが、ヴァヴァは「お調子者」と一蹴する会話が見られる。
鋼鉄の甲弾闘士 アーマー・アルマージ（Armor Armarge）
声 - 三宅健太
アルマジロ型レプリロイド。元第8機甲部隊隊長。
鉄壁の防御力を誇る装甲を纏う。武人肌の堅物で、イレギュラーハンター部隊の指揮権を全てシグマに掌握されたことから、彼を上官と判断。「上官の命令は絶対」として反乱に参加する。「上官の判断に対する責任は上官にあり、上官の命令について部下が疑念を挟むことは間違っている」と考えている（ただ、エックスにイレギュラーだといわれた際「我々はどちらも間違っていないということだ」と発言しており、エックスの考えにも理解は示している）。蜂起後は兵器の原料の採れる鉱山を占拠した。
デザインはほぼオリジナル版そのままだが、腕の装甲が籠手から手持ちの盾に変更された。
オリジナル版から新たに突進中に四方に弾を撃つ攻撃が追加された。また、突進の軌道も「壁や地面を反射する」「壁沿いや地上を時計周りに周回する」2種類となり、前者は反射角度も数パターン存在する。
灼熱のオイルタンク バーニン・ナウマンダー（Burnin' Noumander）
声 - 三宅健太
ナウマン象型レプリロイド。反乱以前は第4陸上部隊の隊長として中東で戦っていた。
動きこそ鈍重だが、圧倒的な火力を有し、その武力を以って第4陸上部隊を束ねていた。その実力を今まで以上に試す機会だと判断し、シグマの反乱に加わり、工場地帯を大規模な兵器生産工場にしようとした。
トボけた外見とは裏腹に、自分より力の劣る相手は徹底的に潰すという残虐な面を持っている。そのため部下にも嫌われていたらしく、反乱の際には誰一人として共に反乱へ加わることはなかった。
彼のみ倒した際の爆発エフェクトが異なっている。
オリジナル版から新たに、着弾時に画面上端まで届く火柱を発生させる炎を撃つ攻撃が追加された。
天空の貴公子 ストーム・イーグリード（Storm Eagleed）
声 - 佐々木大輔（現：景浦大輔）
鷲型レプリロイド。第7空挺部隊の隊長を務めていた。
人望と正義感に厚く、当初は反乱を起こしたシグマとも対立していたが、直接対決で敗れ、その軍門に降ってしまう（エックスがカメリーオと対峙した時の発言から、その際に部下を人質に取られた可能性がある）。その後、第7部隊旗艦であり彼の乗艦であるデスログマーは反乱軍の空中要塞となり、空路を遮断するため空港を制圧、エックスらの前に立ちはだかる。
エックスはイーグリードのことを尊敬していたようで、敵の中で唯一「あなた」と呼んだり反乱の加担に動揺していたが、ヴァヴァは「したり顔が気に入らない」とイーグリードに対し嫌悪を見せている。
オリジナル版から新たに羽ばたきの最中に羽のようなものを上空から複数個落下させる攻撃が追加された。また、上空からの突撃の軌道が、下まで突き抜けず甲板スレスレで急上昇するように変更されている。
OVAではゼロと親しく会話を交わす場面がある。
豪速拳の雷王 スパーク・マンドリラー（Spark Mandriller）
声 - 長嶝高士
マンドリル型レプリロイド。元々第17部隊所属。
隊長であったシグマに従う形で反乱に参加し、その圧倒的な戦闘力で巨大発電所を占拠した。拠点制圧は部下に任せ自分はごろ寝を決め込んで好物の電気を貪り食っている。会話では気だるそうにゆっくりと喋る。難しいことを考えるのは苦手で、シグマに賛同した動機も単に「間違っているようには見えなかったから」と短絡的なものだった。一方でシグマが狂っていると思うかエックスに質問し、イレギュラーと返答された際に「隊長が正しくてお前が間違ってると思ったことはないか？」と問いかけ（エックスは答えられていない）、答えは戦いで分かるかもしれないと話している。
オリジナル版ではその異名通り、高速のダッシュパンチを得意技としていたが、本作では腕を巨大なドリルに変形させてからパンチを繰り出すようになっており、技の出も遅くなっている。
時空の斬鉄鬼 ブーメル・クワンガー（Boomer Kuwanger）
声 - 泉尚摯（現：いずみ尚）
第17精鋭部隊所属のクワガタ型レプリロイドであり、エックスの同僚である。ランチャー・オクトパルドと同じ、丁寧な口調で話す。
行動が素早く、人間はおろかレプリロイドでさえ目に見えない速さで動き、イレギュラーたちから恐れられていた。また、頭部のハサミで相手を捕まえてそのまま天井に投げ上げるなど、細身の体に似合わぬ怪力の持ち主でもある。蜂起後は都市のシンボルになるはずだったタワーを制圧して、侵入者を迎え撃つ要塞に作り変えた。
頭部のブーメランカッターのデザインが、実際のクワガタの顎同様の形状になっている。
オリジナル版とは違い、性格が気分屋から正義や悪といった概念を持たない頭脳派に変更されており、それに伴ってシグマの反乱に参加した動機も「どちらがレプリロイドの未来のためとなるか、冷静な分析の結果判断した」ということになっている。発言の内容から、シグマと同じようにエックスの無限の可能性に気付いていることが分かる。

#### その他のボスキャラクター / 特殊武器無し
シグマパレスの各ステージの最深部で待ち受けるメカニロイド群。上記同様、細部のデザインがオリジナル版から一部変更されている。
なおVAVAモードでは、シグマパレス3最深部手前に登場するエックスとゼロとの戦闘が最後となるため、D-REX以降のボスとは戦闘にならない。
ボスパイダー（Bosspider）
シグマパレス1のボス。地面破砕用メカニロイド「クラッシャー」の大型版として開発された、巨大なクモ型メカニロイド。天井からレールに沿ってあみだくじ状に移動しながら落下してくる。他にも、体内で生産した小グモメカ（プチパイダー）を発射して攻撃する。装甲そのものは頑丈だが、設計上のミスで、地面に衝突する際に弱点を露出するようになってしまっている。
原作版からデザインの変更は無いが、レールに沿って方向転換する際に、急停止のショックで身体がつぶれるような演出と独特な効果音が加わった。その演出によりオリジナル版よりも落下のスピードが格段に遅くなっている。また、オリジナル版では体力が低くなるとかなり速くなるが、本作ではそこまで速くならない。
ランダ・バンダ（Rangda Bangda）
シグマパレス2のボス。イレギュラーハンターの隊長時代でシグマが見た東南アジアの遺跡の壁画をモチーフとした防衛システム。壁画に埋め込まれた青、赤、緑の目と鼻の形をしたコアが本体であり、全てを破壊しないと倒せない。また、侵入者を左右の壁で押し潰すはずだったが、設計ミスで半分しか埋まらないが、その間は鼻が体当たりで攻撃してくる。
画面が立体になったことでパーツ射出などの演出がリアルになりデザインが若干細かくなった。また、先に鼻パーツを破壊した場合、両側の壁が半分だけ開くように変更された。ダメージが蓄積すると両目が同時に射出されるようになり（HARDでは最初から）、攻撃パターンも増えた。
D-REX
シグマパレス3のボス。開発中だった頭部だけの肉食恐竜型メカニロイド。本来は体長30mの巨大メカニロイドになる予定だったが、シグマの基地が思いのほか早く発見されてしまったため、急遽頭部だけの戦車として作られた。
今作では下半身部分のデザインが異なっており、本作のOVAや『ロックマンX8』に登場したライドチェイサーのような、横向きに回転する円盤状パーツでホバリングしている。ボスパイダー同様、オリジナル版では体力が低くなるとかなり速くなるが、本作ではそこまで速くならない。
ベルガーダー（Velgarder）
シグマパレス4の1体目のボス。シグマの忠実なペットである狼型メカニロイドで、最も信頼の厚いガーディアン。シグマの護衛以外にも裏切り者の処分も任されていたらしい。尻尾や両足のデザインがオリジナル版と異なっている。
ウルフシグマ（Wolf Sigma）
巨大な狼型のメカニロイドで、本編の最終ボス。巨大な狼型メカニロイドで、額部分にシグマの頭パーツが合体する。下半身は未完成であるものの、口から吐く炎や電撃、両手から放つ稲妻は非常に強力。シグマはこれが完成したら一気に世界を我が物にする計画を立てていたらしい。
オリジナル版からデザインが細かくなりパーツが増えた。大きな変更が腕部パーツと頭部のシグマ本体で、原作は手が空中を浮遊するようになっていたが、本作では腕の部分も存在し、それにともなって「浮遊する腕をぶつける」攻撃が「渾身の力で殴りかかる」に変化した。頭部は原作ではシグマウルフ額の覗き穴からシグマの顔が覗くようになっていたが、本作では頭部に液体の充填したカプセルがあり、そこから伸びたアームがシグマの頭部を回収し、カプセル中に頭部が浮かぶ構造となっている。
オリジナル版から口から光弾を吐く攻撃がなくなり、代わりに腕の真下を除く部屋全体にレーザーを降らせる攻撃と床に電撃を流す攻撃が追加されている。

#### 中ボスキャラクター
アングラーゲ（Anglerge）
オクトパルドステージの1体目の中ボス。アンコウ型メカニロイド。元々は海底の汚物などを取り除くための清掃用として作られた。
提灯部分は動体センサーとなっており、本体から独立している。4つのミサイル発射口を持つほか、吸引口を利用してエックスを吸い寄せたり押し戻したりもする。
また本作では、吸引口を使用しない時にそこを保護するパーツが追加されている。
本作ではシグマパレス1の序盤にも登場。
ウツボロス（Utsubros）
オクトパルドステージの2体目の中ボス。ウツボ型メカニロイド。元々は海底を調査するために作られた。
柔らかい体を生かして狭い溝に入ったり砂の中に潜ることが可能。海中を泳ぎ回り、時折海底へ潜って一時的に姿を消す。地面が硬い場所では潜らずに泳ぎ回り続ける。
RT-55J
声 - 長嶝高士
カメリーオステージの中ボス。力士型メカニロイド。かつて平和だった頃は「ロボット大相撲トーナメント」で横綱として人気を博した。
パワーは強く、アームを伸ばしての攻撃は、壁に激突する際の衝撃でエックスを壁から落とすほどの威力がある。
ボス以外の敵キャラクターでは唯一台詞がある。
サンダースライマー（Thunder Slimer）
マンドリラーステージの中ボス。巨大細胞型メカニロイド。10年前に「1つの細胞をどこまで大きくできるか」という実験によって生まれた。ただし、それは高い危険性があるため、部屋に封印されていた。
ゼリー状の物質に包まれている。現在は発電所に放置され、相手の動きを止め、発電所から吸収した電気を利用して電撃を放つ。

## 能力

### 特殊武器
ボスを倒すと入手できる特殊武器はオリジナルと同一だが、性能は若干変更されている。
※項目名は「特殊武器の名称 - 入手するボス」の表記
ショットガンアイス（Shotgun Ice）- アイシー・ペンギーゴ
- 通常 - 敵や壁に当たると5つ分裂して跳ね返る氷の弾を発射する。他の武器に比べて弾速が非常に速いが連射ができない。
- チャージ - 氷の足場を作り出す。一定時間経つと前方に滑り出し、トロッコのように乗り物として使えるが、壁や硬い敵に当たると砕ける。攻撃力が高い。

ホーミングトーピード（Homing Torpedo）- ランチャー・オクトパルド
- 通常 - 追尾ミサイルを発射する。オリジナルとは違い、6発まで連射可能。
- チャージ - 魚型追尾ミサイルを5発発射する。通常版ほどの追尾性能は無いが、通常版よりも攻撃力が高くて弾速も速い。

カメレオンスティング（Chameleon Sting）- スティング・カメリーオ
- 通常 - 前3方向に緑の光の矢を発射する。上・下方向ボタンを押しながら撃つと、その方に攻撃を片寄らせることができる。
- チャージ - 一定時間無敵になり、穴に落ちない限り死なない。無敵状態のまま他の攻撃をすることも可能。

ローリングシールド（Rolling Shield）- アーマー・アルマージ
- 通常 - 地面を転がる、球状のエネルギー弾を発射する。オリジナル版と違い、無敵状態のメットールなどにも効果がある。また、敵の弾を一方的に掻き消す効果がある。
- チャージ - バリアを発生させる。バリアの防御効果はヘッドパーツで強化することができ、バリアを張ったまま他の攻撃をすることも可能。また、無敵状態のメットールなどを体当たりで破壊できる。

ファイヤーウェーブ（Fire Wave）- バーニン・ナウマンダー
水中では炎が発生しないため効果なし。
- 通常 - 射程の短い炎を連続で発生させる。武器ボタンを押し続けると、エネルギーが切れるまで放射し続ける。
- チャージ - 貫通性のある火炎弾を落とす。着弾すると何本も火柱を上げながら、段差や壁に当たるまで地面を這って進んでいく。火炎弾が壁に当たった場合は、その場で一度火柱を出してから消滅する。

ストームトルネード（Storm Tornado）- ストーム・イーグリード
- 通常 - 敵や壁、果ては防御シールドをも貫通する竜巻を前方に発射し、軌道上のあらゆる物を薙ぎ倒す。
- チャージ - 前方に竜巻発生装置のようなものを発射、エックスの目の前に縦の竜巻を発生させる。

エレクトリックスパーク（Electric Spark）- スパーク・マンドリラー
- 通常 - 壁に当たると上下に分裂して飛ぶ電気の弾を発射する。
- チャージ - 電撃によって画面全体を攻撃する。

ブーメランカッター（Boomerang Cutter）- ブーメル・クワンガー
- 通常 - ブーメランのように飛ぶ、アイテムを回収できるカッターを発射する。斜め上に1回転するように飛んで手元に戻ってくる。敵に当たらずに戻ってくれば飛ばした時に消費したエネルギーが回復する。発射した高さによって上か下に軌道が変化する。3発まで連射できる。
- チャージ - 四方向に巨大なカッターを発射する。エックスを中心とした様々な角度の斜め四方向へランダムに広がる・戻る動きを4回繰り返した後に、画面外へ飛んでいく。

### アーマーパーツ
エックスはカプセルに入ることで新たなパーツを取得し、パワーアップするという特殊能力を持っている。カプセルはステージの特定の場所に隠されており、カプセルに入ればそのパーツを入手できる。なお、カプセルの設置されているステージはオリジナル版とほぼ同じだが設置箇所が異なるものがあり、そのためオリジナル版では（裏技を使わない限り）必ず入手していたフットパーツが、本作では取らずにクリアが可能である。ただし、アームパーツはオリジナル版と同様必ず入手することになる。なおデザインはオリジナル版とは多少異なる。
ヘッドパーツ
頭突き「ヘッドクラッシュ」で特定のブロックを破壊できるようになる。落下物の直撃もある程度なら防げるようになる。また、ローリングシールドの性能を高め、より多くの弾を消滅できるようにする。
フットパーツ
緊急加速システム「ダッシュ」が装備される。単純な高速移動から、姿勢を低くしての敵弾の回避、ダッシュからのジャンプで飛翔距離を伸ばす「ダッシュジャンプ」などエックスの移動性能を格段に向上するほか、壁蹴りで特定のブロックを破壊することも可能になる。
上記の通り、オリジナル版のように入手が必須ではなくなった。
ボディパーツ
ダメージを半減する。ダメージ時ののけぞりも小さくなる。
アームパーツ
オリジナル版と同じく2つの入手方法があるが（どちらか片方のみ入手可）、本作では入手方法によってアームパーツの効果が異なる。
一方は、カプセルから入手するもので、オリジナル版の「スパイラルクラッシュバスター」に準ずるいくつもの弾が渦を巻いて撃ち出されるが、オリジナル版に比べて威力が低下し、背後に出る衝撃波も無くなっている。
もう一方は、シグマパレス3でのイベントでゼロから受け取るもの。こちらはフルチャージバスターが赤く巨大なショットを撃つものに変更されている。威力は上記のアームパーツのものを遥かに凌ぎ、ボスに対しては弱点武器よりも大きなダメージを与えることができる。
なお、どちらのアームパーツでも特殊武器のチャージは可能。

#### 隠しパーツ
波動拳
オリジナル版にも登場した、特定の条件（オリジナル版とは微妙に異なる）を満たすと習得できる『ストリートファイターII』の必殺技。ライフエネルギー満タン時のみ、地上で  +攻撃ボタン（右向き時）で発射（空中では使用不可）。ステージ中の敵にはエックスバスター通常弾の32倍の破壊力を発揮し、各種ボス（本作では最終ボスであるウルフシグマも含む）は一撃で葬ることができる。威力とエフェクト以外の特性はエックスバスターと大差無いため、バスターを弾く特性の敵には同様に弾かれてしまう。オリジナル版と比べて発生が非常に早くなり、強化された。オリジナル版ではパスワードで記録できないが、本作ではセーブで記録できる。
入手時に登場するライト博士はオリジナル版同様、普段の白衣ではなく格闘家のような格好をしており、普段と同じくシリアスな表情で「波動を感じるんじゃ」とエックスに語った後、自らの波動で背景を揺らすなど、ホログラムらしからぬ演出を見せる。

## VAVAモード
VAVAモードでは、エックスモードがヴァヴァの視点（平行世界もしくはIFの物語という位置づけ）で展開される。ステージ構成、ゲームの進行方法などの基本内容は変わらないが、敵の配置や一部ボスが変更されていたり、ボス戦前でも専用の会話が存在するなどの差別化が図られている。

### VAVAの武器
装備武器については独自のシステムが採用されている。ボスキャラクターはエックスモードと変わらないが、ボスを倒した時にはヴァヴァの武器（作中では「兵装」と呼ばれる）を入手する。武器は腕部・肩部・脚部の3種類が存在し、ステージ開始前に予め各種1つずつ選択して装備する形となっており、ステージ中で武器を変更することはできない。1体のボスから1つの特殊武器を入手するエックスとは異なり、ヴァヴァは倒したボスの組み合わせによって複数の武器を入手することも可能となっている。
武器にはそれぞれ装備する際の制限として「コスト」が設けられており、コストの合計値が、設定された「コスト上限」を上回る組み合わせの装備はできない。コスト上限はボスを一体倒して武器選択が可能になった時点で11、以後ステージクリア毎に3ずつ上昇していき、選択ステージを全てクリアした時点で最大の32となる。それ以降のステージでは増加しないが、1度ゲームクリアした後は上限がなくなり、自由な組み合わせで武器を装備できる。
使用には（初期装備でも）エックスの特殊武器のように武器エネルギーを消費する。またヴァヴァは装備武器全てで武器エネルギーを共用しており、エネルギーを使い切った時はすべての武器が使用不可となる。ただしエネルギーは徐々にではあるが自然に回復するほか、武器エネルギーを取ることでより急速な回復が可能。

#### 腕部
脚部・肩部の武器とは異なり、移動しながら使用できるのが特徴。
バルカン系
右手の指先から撃つ。この兵装系のみ、ボタン押しっぱなしで連射することができる（エネルギー切れ付近になると連射数、速度が低下する）。
また、ディスタンスニードラー以外のバルカン兵装は、ボスに有効がものが存在しない。
チェリーブラスト - 初期装備
初期装備かつバルカンの基本武装。
ディスタンスニードラー - アイシー・ペンギーゴを撃破
最長の有効射程を持つバルカン。連射は利かないが弾速が速く、盾をも貫く貫通力も持つ。
また、バルカンの中でも一発の威力が最も高く、弱点でないボスに対してもゲージ2目盛り分のダメージを与えられる。
バックショットダンス - スティング・カメリーオを撃破
拡散性が高く、連射力も高め。トリプルセブン同様、エネルギー切れが早い。
ジップザッパー - アーマー・アルマージを撃破
連射力が高く射程が短い。これもエネルギー切れを起こしやすい。
トリプルセブン - バーニン・ナウマンダーを撃破
拡散性と連射力を極めたバルカン。ただし、急激にエネルギーが減るためエネルギー切れを起こしやすい。
ミサイル系
右腕関節部から発射。ランチャー・オクトパルドを撃破すると入手、この兵装が選べるようになる。
ボスキャラクターの記述があるものは、そのボスも併せて撃破することで入手（撃破順は問わず）。
そこそこの威力と連射力、少ないが弱点とするボスが複数存在するなど、バルカンとロケットパンチの中間の性能となっている。
ヒューメラスクラッシュ
ミサイルの基本兵装でバルカンよりも攻撃力は高いが、消費エネルギーも多い。何かに当たらない場合でも一定距離飛ぶとそこで爆発する。
セロティナルバレット - アイシー・ペンギーゴ
発射直後の弾速が遅く、敵の動きを先読みし設置するように使うことが可能。6発まで連射可能。
ポップコーンデーモン - スティング・カメリーオ
発射すると3つに分裂するミサイルを発射。分裂直後の3発全弾を命中させれば強力。
バンザイビートル - ストーム・イーグリード
上下に翼が展開して飛び、その分広範囲の敵に命中させることができる。威力は低め。
ロストラム - ブーメル・クワンガー
ランダムで軌道が変わるミサイルを発射。直進する可能性は低い。6発まで連射可能。ヒューメラスクラッシュと同じく、一定時間飛ぶとそこで爆発する。
ロケットパンチ系
右腕が拳を作って飛び、手元に戻ってくる。スパーク・マンドリラーを撃破すると入手、この兵装が選べるようになる。
ボスキャラクターの記述があるものは、そのボスも併せて撃破することで入手（撃破順は問わず）。
連射が効かないが腕部兵装の中では最も一発の威力が高く、スポイルドブラットを除き、弱点でないボスにもそれなりにダメージを与えられる。
ゴーゲッターライト
ロケットパンチの基本兵装。威力は高めで、耐久力の高い敵でも数発で倒せる。
インフィニティーギグ - アイシー・ペンギーゴ
ホーミング性能を持つが追尾する敵を指定することはできない。攻撃力は低い。一定時間経つか、4回命中すると戻ってくる。敵の飛び道具や障害物に反応することもある。
スポイルドブラット - ランチャー・オクトパルド
威力は低いが移動速度（連射力）が高く、ゆえの手数の多さが特徴のロケットパンチ。
エゴイスティックピル - アーマー・アルマージ
貫通して軌道上にいる複数の敵を一気に攻撃できるが、毎回最大射程まで飛び、手元に戻ってくるまで時間が掛かるのがネック。
ゴールデンライト - バーニン・ナウマンダー
射程は極端に短いが、全兵装中トップクラスの威力。全てのボスに対し、弱点武器級の威力を発揮する。

#### 肩部
ほとんどの武器は、方向キーの上下入力で発射角度を変えることが可能。また、発射時は強制的に停止する（空中でもその場にとどまる）。
デフォルトで上方向に攻撃する兵装が多い。
キャノン系
フロントランナー - 初期装備
初期装備かつキャノン系の基本兵装。標準レベルのキャノン砲。
トライデントライン - スティング・カメリーオを撃破
一度に3方向へ発射する。消費エネルギーと発射後の隙が大きい。3方向へ同時に発射するわけではなく、3方向それぞれに1発ずつ、順番に発射される。発射の順番は方向キーの上下入力で変えられる。
ファイヤーマーレイン - バーニン・ナウマンダーを撃破
敵や地形に当たると爆風が拡散し、敵を誘爆できるキャノン。爆風が起きなければ威力は半減する。
ロングショットギズモ - ストーム・イーグリードを撃破
一度に5連射する。隙は大きいがキャノン系の中では対雑魚敵に対する瞬間火力が最も高く、硬い雑魚敵を簡単に倒すことができる。
ファットボーイ - ブーメル・クワンガーを撃破
威力とコスト、エネルギー消費量が上がったフロントランナーで、一発の威力がキャノン系の中で最も高い。
レーザー系
スティング・カメリーオを撃破することで入手、この兵装が選べるようになる。
ボスキャラクターの記述があるものは、そのボスも併せて撃破することで入手（撃破順は問わず）。
ケルベロスファントム
正面と斜め上下の3方向へ同時発射。威力が低い。外見・性能共にエックスのカメレオンスティングに近い。
ネクロバースト - ランチャー・オクトパルド
広範囲にダメージを与える。ヒット数は多いが、一度に全てのエネルギーを消費する。また、装備コストも非常に高い。
ライジングスペクター - バーニン・ナウマンダー
斜め上方向に発射方向が固定されるが、威力は高い。
ストレートナイトメア - ストーム・イーグリード
貫通力の高いレーザー。ヒット数が多いがその分単発火力は低めで弾速が遅い。砲身は水平に固定される。
外見・性能共にエックスのストームトルネードに近い。
ナーバスゴースト - スパーク・マンドリラー
威力は普通のレーザー。
カッター系
ブーメル・クワンガーを撃破することで入手、この兵装が選べるようになる。
ボスキャラクターの記述があるものは、そのボスも併せて撃破することで入手（撃破順は問わず）。
メタルクレセント
3枚のブーメランカッターを発射する。ゲーム内の武器説明では「同時に3枚」「方向キーの上下入力で発射角度を変更できる」とあるが、実際には3方向へ同時に発射するわけではなく、3方向それぞれに1発ずつ、順番に発射される。また方向キーの上下入力で変えられるのは角度ではなく発射の順番である。
パラサイトソード - アイシー・ペンギーゴ
飛距離に比例して巨大化する。貫通力が高く、複数の敵を同時に攻撃できる。
トゥーヘッドスラッシュ - ランチャー・オクトパルド
一度に2つのカッターを発射する。少しずつ広がりながら飛んでいく。直進方向にいる相手に当てることに特化したカッター。
マルーンドトマホーク - アーマー・アルマージ
発射後、自身の近距離で停止し、その場で回転し続ける。敵や地形を貫通し、持続時間も長い。
クイックホームシック - スパーク・マンドリラー
一定の軌道を描いて戻ってくるブーメランカッター。アイテム回収機能を持つ。

#### 脚部
地上と空中とで攻撃方向が変わるのが特徴で、地上だと前方、空中だと下に向けて発射する（例外あり）。
地上で出すと発射前のモーションが長く、攻撃するまで時間がかかるが、空中ではそのモーションが比較的短い。
また、発射時は強制的に停止する（空中でもその場にとどまる）。
ナパーム系
バンピティブーム - 初期装備
初期装備かつナパーム系の基本兵装。爆弾を発射し、時間の経過で爆発する。威力は高めで耐久力の高い敵に有効で、ラスボス以外の全てのボスにもそれなりのダメージを与えられる。さらに少しの間だが、爆発後も攻撃判定が残り続ける。
スプラッシュヒット - ランチャー・オクトパルドを撃破
少し離れた所で竜巻を発生させる。攻撃範囲は横に狭く縦に長い。また持続時間も長いため、敵の動きの先を見て当てる使い方も可能。
ランブリングバン同様、地面にしっかり着弾しないと発動しない。
外見・性能共にエックスのチャージ版ストームトルネードに近い。
テリトリアルパウ - アーマー・アルマージを撃破
防御主体のナパーム。攻撃力は低いが、一部の敵の攻撃を掻き消す効果を持った3つの小さな爆発を起こす。
バンナウェイボム - ストーム・イーグリードを撃破
転がるナパーム弾を発射。連続で爆発を起こし、遠距離の敵を攻撃でき、地面の敵を一掃できる。空中で使用するとその周辺で爆発が連続で起こる。
ランブリングバン - スパーク・マンドリラーを撃破
攻撃範囲は広いが、爆風の高さは低く、また地面にしっかり着弾しないと爆発しない。
エネルギー弾系
アーマー・アルマージを撃破することで入手、この兵装が選べるようになる。
ボスキャラクターの記述があるものは、そのボスも併せて撃破することで入手（撃破順は問わず）。
デッドスターハグ
地面を転がるエネルギー弾を発射。壁に接触すると跳ね返る。
敵の弾を消せない以外はエックスのローリングシールドに近い。
ホットアイシクル - スティング・カメリーオ
上方向に発射され、天井に着弾後、天井に沿って下向きにエネルギーの柱が次々と発生する。そのため、天井の無い場所ではほとんど威力を発揮できない。
ソードブーケットを上下逆さまにしたような動きをする。水中でも使えるが、水中で天井が存在する箇所はほぼ存在しない。
ソードブーケット - バーニン・ナウマンダー
地面に着弾後、地形に沿って上向きにエネルギーの柱が次々と発生する。壁に接触すると消滅する。
外見・性能共にエックスのチャージ版ファイヤーウェーブに近いが、こちらは水中でも使える。
ピースアウトローラー - スパーク・マンドリラー
地面に着弾後、2発に分裂して左右に直進する、電撃のエネルギー弾。床なら左右、壁なら上下に分裂する。坂に当てると、登り側は斜めに、下り側は真横に分裂する。
床の場合、分裂して進んだ先に上り坂がある場合、その地形に沿って進む。
また、電撃を使った攻撃なのでアーマー・アルマージの鎧を剥ぎ取ることができるが、この兵装の入手にはアーマー・アルマージを撃破する必要があるため、初戦で鎧を剥ぎ取る事は不可能。
外見・性能共にオリジナル版やエックスモードで、エックスと戦うヴァヴァが使用してくる電撃に類似する。
スタボーンクロウラー - ブーメル・クワンガー
天井を除いて完全に地形に沿って移動する、究極の対地用兵装。消費エネルギーは多めだが、弾速が速い。
防御状態のメットールを倒すことができる。また、ピースアウトローラーと同じ電撃を使う兵装のため、アーマー・アルマージの鎧を剥ぎ取る事ができる。
バーナー系
バーニン・ナウマンダーを撃破することで入手、この兵装が選べるようになる。
ボスキャラクターの記述があるものは、そのボスも併せて撃破することで入手（撃破順は問わず）。
一定時間バーナーを放出し続ける兵装で、攻撃判定が持続するため、ヒット時に無敵時間が発生しない敵には連続してダメージを与えることが可能（バーニングドライブを除く）。
なお、基本的に火を使う兵装のため、シードラゴンズレイジ以外水中では使用不可。
ワイルドホースキック
直線軌道で火炎を放射する。
シードラゴンズレイジ - アイシー・ペンギーゴ
ワイルドホースキックの約二倍の射程の冷却ガスを直線軌道で放出する。また、放射物が冷却ガスなのでバーナー系の中では唯一、水中でも使用可能となっている。
グリーンアイドランプ - スティング・カメリーオ
至近距離専用。目の前に火力が集中する。威力は高いが、消費エネルギーも多い。
ドラゴンズワース - ストーム・イーグリード
地上では上向き、空中では下向きの緩やかな弧を描く軌道で放つ火炎放射。直線ではないものの射程はシードラゴンズレイジより長い。また空中では先端部分が横向きになるため、空中でも前方の敵を攻撃することもできる。
バーニングドライブ - ブーメル・クワンガー
自分の周りの酸素を消費して周囲を強大な炎で包み込む。単発かつ射程が極端に短いが瞬間的な威力が非常に高い。

#### その他
以下の2つもボスから入手するが、エックスの各パーツと同様に入手後はコストと関係なく標準装備となる（解除不可）。
フローズンキャッスル - アイシー・ペンギーゴを撃破
体の表面に薄く硬い氷を纏うことで、ダメージを半減させる。
スピードデビル - ストーム・イーグリードを撃破
全身に薄く空気の層を纏うことで抵抗を軽減し、移動速度とジャンプの飛距離を向上させる。

## 主題歌
- オープニングテーマ
  - 『Don't wanna be』 - 歌：Spinwake